# Arthur B. Langlie

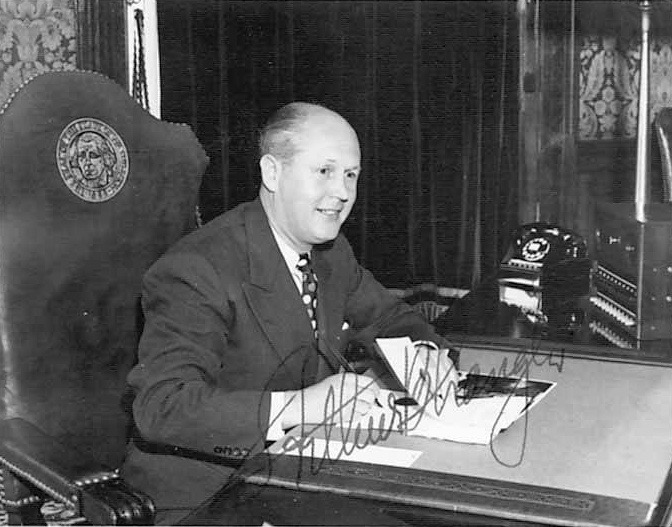
Arthur B. Langlie

Arthur Bernard Langlie (* 25. Juli 1900 in Lanesboro, Fillmore County, Minnesota; † 24. Juli 1966 in Seattle) war ein US-amerikanischer Politiker und von 1941 bis 1945 der zwölfte sowie zwischen 1949 und 1957 der 14. Gouverneur des Bundesstaates Washington.

## Frühe Jahre und politischer Aufstieg
Arthur Langlie studierte bis 1926 an der University of Washington Jura und wurde nach erfolgreichem Examen als Rechtsanwalt zugelassen. Nach einem Umzug nach Bremerton im Staat Washington übte er dort seinen neuen Beruf aus. Im Jahr 1935 wurde er als Kandidat einer Gruppierung namens New Order of Cincinnatus, die für „moralische Erneuerung“ eintrat sowie in strikter Opposition zur New-Deal-Politik von US-Präsident Franklin D. Roosevelt stand, und die unter anderem wegen ihrer paramilitärischen Organisationsstruktur und Sympathiebekundungen zu europäischen faschistischen Organisationen sowohl von republikanischen als auch demokratischen politischen Gegnern protofaschistischer Tendenzen beschuldigt wurden, in den Stadtrat von Seattle gewählt. Unterstützung hatte er dabei auch von einer heute als „The Family“ bekanntem christlich-evangelikalen Netzwerk, dessen Mitglied er war und das sich damals in Seattle erstmals formierte. In dieser Stadt war er zwischen 1938 und 1941 auch Bürgermeister. Im Jahr 1940 wurde er als Kandidat der Republikanischen Partei zum neuen Gouverneur gewählt.

## Erste Amtszeit als Gouverneur von Washington
Arthur Langlie trat sein neues Amt am 13. Januar 1941 an. Noch im Jahr 1941 wurde der unter seinem Vorgänger Clarence D. Martin begonnene Grand-Coulee-Staudamm fertiggestellt. In Langlies erste Amtszeit fällt der Kriegseintritt der Vereinigten Staaten als Folge des japanischen Angriffs auf Pearl Harbor am 7. Dezember 1941. Daraufhin musste auch im Staat Washington die Produktion auf den Rüstungsbedarf umgestellt werden. Gleichzeitig mussten Soldaten rekrutiert und den Streitkräften zur Verfügung gestellt werden. Innenpolitisch verlief Langlies Amtszeit ruhig. Im Jahr 1944 stellte er sich erfolglos zur Wiederwahl.

## Zweite Amtszeit als Gouverneur 1949 bis 1957
Nach seiner Abwahl im Jahr 1944 wurde Langlie zunächst wieder als Anwalt tätig. Im Jahr 1948 schaffte er aber doch den erneuten Wahlsieg bei den Gouverneurswahlen. Nach einer Wiederwahl im Jahr 1952 konnte er zwischen dem 10. Januar 1949 und dem 14. Januar 1957 zwei komplette vierjährige Amtszeiten als Gouverneur absolvieren. In dieser Zeit ging im Jahr 1948 der erste Fernsehsender des Landes (King-TV) in Betrieb und im Jahr 1954 stellte die im Staat Washington ansässige Firma Boeing die Boeing 707 vor. Zwischen 1955 und 1956 war Langlie Vorsitzender der National Governors Association. Außerdem war er Delegierter und Redner bei der Republican National Convention 1952, auf der Dwight D. Eisenhower als Präsidentschaftskandidat der Partei nominiert wurde. Während seiner Amtszeit war er auch Mitglied im Board of Trustees der damals jungen evangelikalen Hilfsorganisation World Vision.

## Weiterer Lebenslauf
Nach Ablauf seiner Gouverneurszeit wurde Langlie Vorstandsvorsitzender der McCalls Publishing Company. Er war mit Evelyn Pansy Baker verheiratet, mit der er zwei Kinder hatte.